# Мирмекохорија
Мирмекохорија је појава да семе биљке разносе мрави.

## Расејавање мравима
По Кернеру, најревноснији су мрави врсте Tetramorium coespitum. Мрави могу бити искључиви преносиоци семена и тада је мирмекохорија облигатна, али може бити и факултативна код неких врста, чија семена, осим мрава, разносе и други агенси. Мрави семена завлаче у мравињаке и уопште у пукотине и та семена онда клијају. Таква семена имају глатку семењачу и велику каранкулу на пупчаном или микропиларном делу. Такође, нека семена имају арилус и уљана тела.

## Мирмекохорне биљке
Мрави претежно разносе семена рудералних биљака и врста букових шума. Њихова семена сазревају у пролеће и рано лето. Цветне дршке су им нежне и повијају се наниже како семе сазри омогућавајући мравима да из плодова ваде заостала семена. Мирмекохорне врсте су далеко бројније у тропским областима. Код ових биљака одношење семена под земљу је и добра заштита од евентуалног пожара.

## Примери биљака
Од познатих врста, мирмекохорне су: зумбул, млађа, јагорчевина, копитњак, русомача, циклама, висибаба, шафран, зимзелен, потајница, ледињак, гавез, као и неке врсте родова Veronica, Carex и неке млечике.

## Галерија
- гавез
- љубичица
- честославица